# 納瓦里諾島

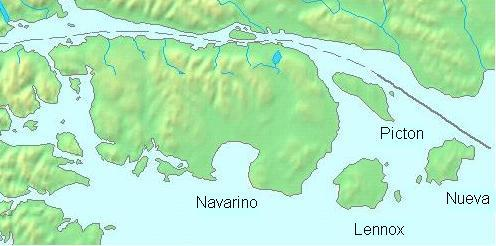
納瓦里諾島位置

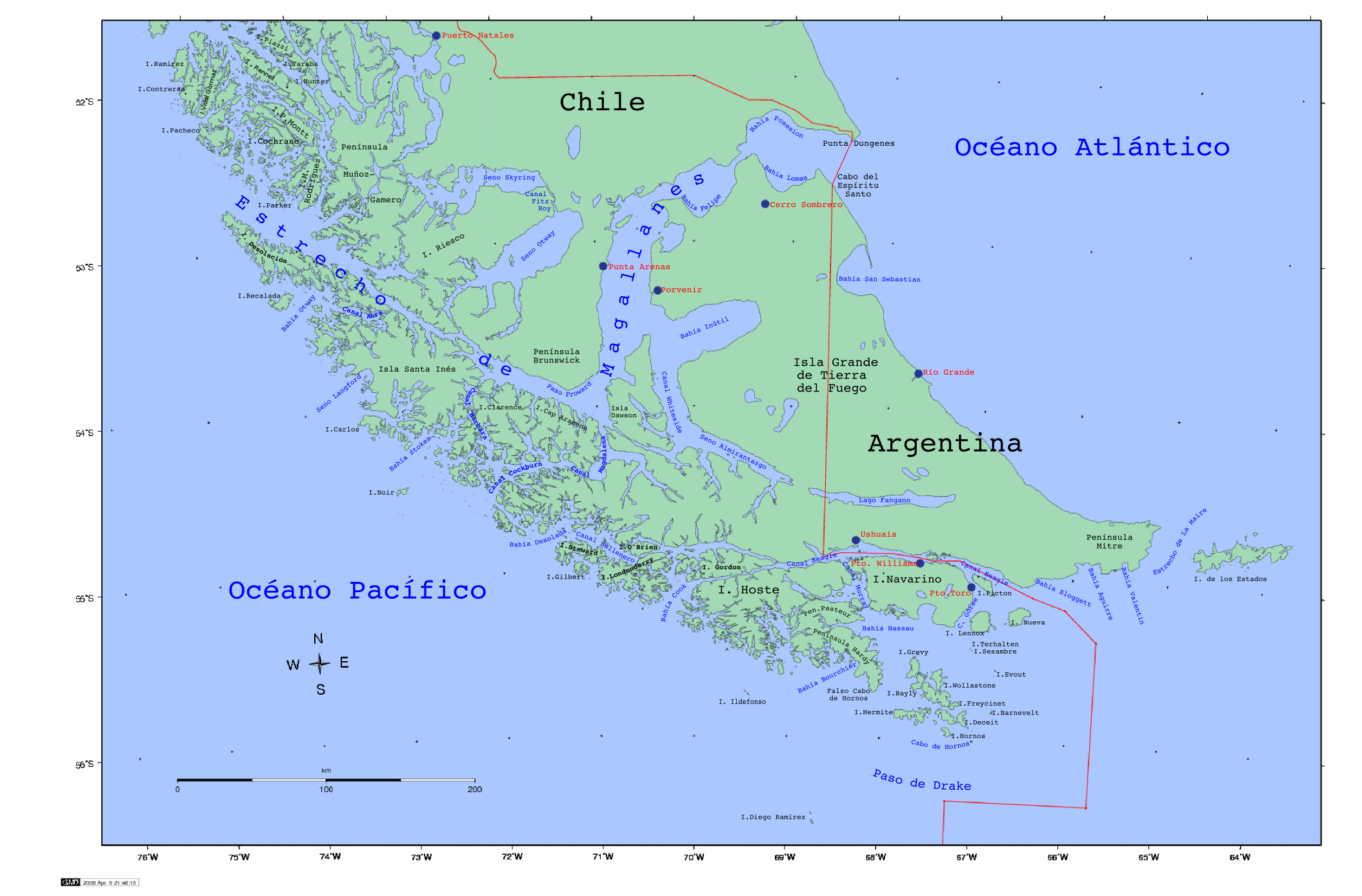
納瓦里諾島地圖

納瓦里諾島（西班牙語：Isla Navarino）是智利火地群島的島嶼，位於麥哲倫-智利南極大區，北面以比格爾海峽與大火地島分隔，南面是隔納索灣相望的伍拉斯頓群島，西面則是奧斯特島，是距離南極洲最近的陸地，
面积为2,473平方千米，最高點海拔高度1,195米，北岸平均年降雨量467毫米，而南岸則是800毫米。人口主要集中在靠近比格爾海峽的北面，島上最大聚落為島嶼北側的威廉斯港，東北側則有托羅港。

## 外部連結
- Translated entry from Chilean Official site
- Comuna de Cabo de Hornos / Commune of Cabo de Hornos official website（页面存档备份，存于）
- Museo Antropológico Martín Gusinde

55°05′S 67°40′W / 55.083°S 67.667°W